# Hôher muot
Hôher muot ist eine Begriffsprägung der mittelhochdeutschen höfischen Dichtung des frühen Mittelalters. Sie kennzeichnet das gehobene Lebensgefühl des aufstrebenden Ritterstandes und bedeutet so viel wie „Hochstimmung“:
Die freudige Hochstimmung, die dem Einzelnen aus der Zugehörigkeit zu der gebildeten Gesellschaft erwächst, nennt die Zeit den ‚hôhen muot‘.

## Etymologie
Das Wort „muot“ leitet sich ab von indogermanisch mo- = sich mühen, starken Willens sein, heftig nach etwas streben > germanisch moda-, mōþa-, mōþaz, mōda-, mōdaz = Sinn, Mut, Zorn > althochdeutsch muot = Sinn, Seele, Geist, Gemüt, Kraft des Denkens, Empfindens, Wollens. In der mittelhochdeutschen Dichtung erhielt es in der Wortverbindung „hôher muot“ [ˈhohər ˈmu.ɔt] die Bedeutung „seelische Hochstimmung“.

## Historischer Bedeutungswandel

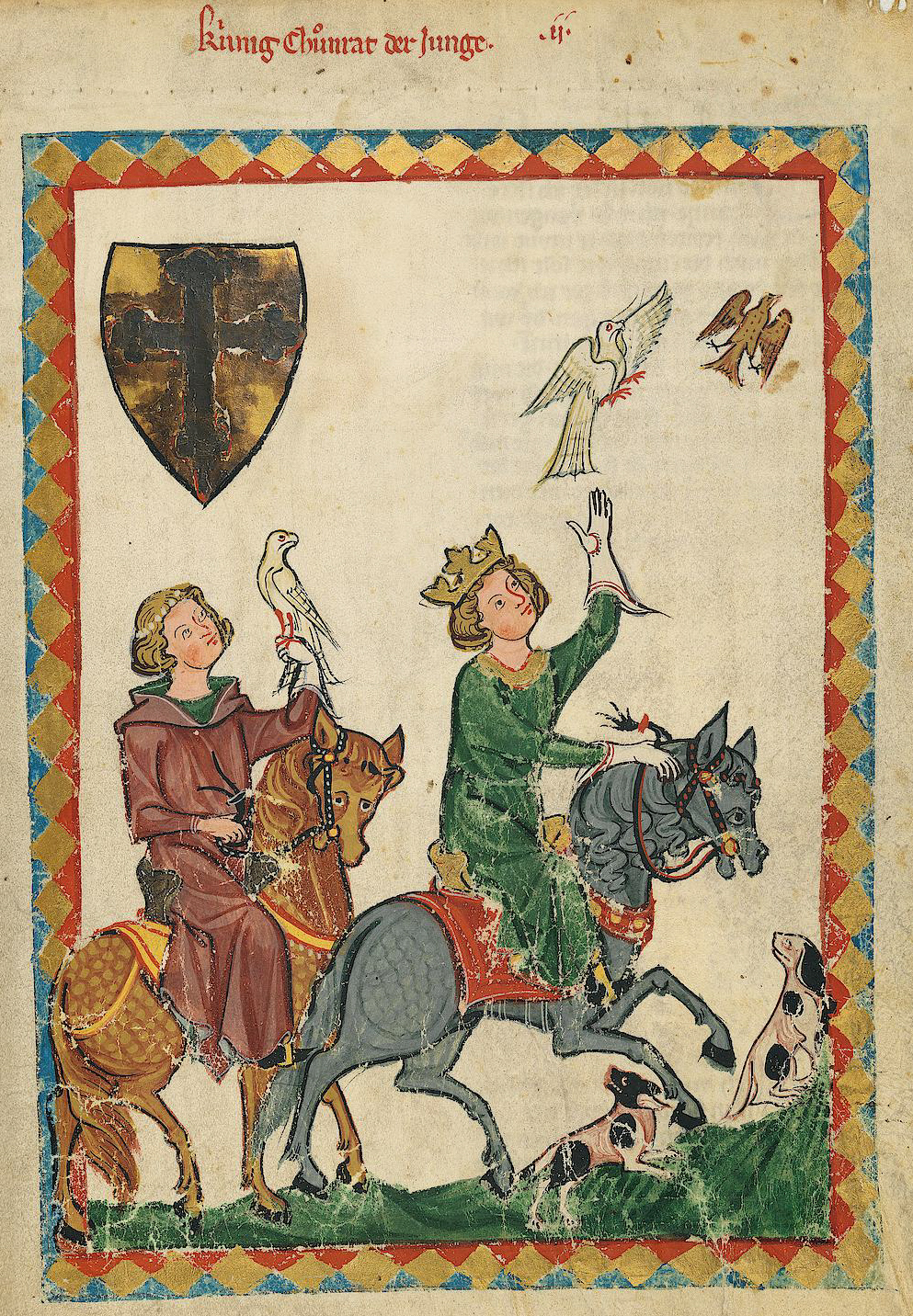
Der aufsteigende Falke, Sinnbild für „hôher muot“, Codex Manesse (Konradin von Hohenstaufen)

Der hôhe muot, was so viel bedeutet wie „freudige Hochstimmung“, erwächst aus dem beglückenden Bewusstsein des höfischen Ritters der Zeit zwischen 1170 und 1250, der gehobenen, gebildeten, reichen, in Festen schwelgenden Oberschicht der Gesellschaft anzugehören und sich damit über den Durchschnitt des Daseins herauszuheben. Die höfische Lyrik erfand dafür das oft bemühte Bild vom aufsteigenden Falken, der sich hinauf in die Lüfte schwingt.
Das Hochgefühl, Teil einer privilegierten Oberschicht zu sein, verband sich allerdings auch mit der Verpflichtung, nach sittlicher Vollkommenheit zu streben. Dabei fungierte die zu einem überhöhten Idealbild an Schönheit und Sittenstrenge stilisierte und dabei letztlich unerreichbare Frau als Quelle der höfischen Freude und „Weckerin des hôhen muots“. Der Mann unterwirft sich ihr zu Gefallen der höfischen Zucht und dem Streben nach eben solcher tugendhafter Vollkommenheit. Die Frau wird dabei zur „frouwe“, zur Herrin und Erzieherin des Ritters, und dieser zu ihrem „man“, d. h. Lehensmann, der ihr treue Gefolgschaft gelobt.
Die von den lyrischen und epischen Dichtern der Zeit zwischen 1170 und 1250 in ihren Darbietungen an den Höfen zelebrierte höfische Kultur vollzieht sich in einer zur Idealwelt an Schönheit und Tugendhaftigkeit hoch stilisierten Wunschgesellschaft. Es handelt sich um eine ästhetische und ethische Überhöhung des eigenen Standes, der sich selbst in Festen, Versen, Vorbildern und Sagen feiert. Die prächtigste Erscheinung dieser edlen Ritter ist die sagenumwobene Tafelrunde um König Artus, deren Mitglieder in zahlreichen Âventiuren einen mit Rückschlägen verbundenen harten Weg der Charakterbildung zu den Tugenden, die den „edlen Ritter“ kennzeichnen, durchmachen müssen. Hartmann von Aue hat in seinen Epen Erec (ca. 1190–1192) und Iwein (ca. 1200), Wolfram von Eschenbach hat in seinem Parzival (1200–1210) die herausragendsten Persönlichkeiten dieser Runde und ihre anspruchsvollen persönlichen Bildungswege als Idealbilder ritterlichen Strebens eindrucksvoll verdichtet.
Mit dem Niedergang des Rittertums und ihrer Dichtung ändert sich auch der Sinn und die Inhaltlichkeit des Begriffs: Der „hôhe muot“, die „hochgemuotheit“, die „Hochherzigkeit“, der „Edelmut“ werden zum „Hochmut“, zur „Arroganz“, zum „falschen Stolz“. Der in der epischen Dichtung und im Minnesang des Hochmittelalters besungene und gepriesene „hochgemute Ritter-Held“, der sein Leben im Dienste seiner frouwe dem Kampf gegen Unrecht aller Art und dem Schutz von Hilfsbedürftigen widmet, degeneriert zum „Raubritter“ und Raufbold, der in verfallenden Burgen haust und in Banden plündernd durchs Land zieht.
Der heutige Begriff „Mut“ wird als eine wertungsfreie formale Tugend der Mitte verstanden, die zwischen den Extremen „Übermut“ und „Mutlosigkeit“ bzw. „Hochmut“ und „Demut“ (gemeint als unterwürfige Demutsgebärde) angesiedelt ist. Sie kann eine aktiv gestaltende oder aktiv verweigernde Haltung einnehmen, je nachdem sich eine als hochwertig oder aber als unwert oder gar schändlich erkannte Anforderung stellt.